# 2019년 UEFA 슈퍼컵
2019 UEFA 슈퍼컵(2019 UEFA Super Cup)은 2019년 8월 14일에 열린 44번째 UEFA 슈퍼컵 대회이다. 터키 이스탄불에 위치한 베식타슈 파크에서 단판 승부 형식으로 진행되었으며 2018-19년 UEFA 챔피언스리그 우승 팀인 리버풀과 2018-19년 UEFA 유로파리그 우승 팀인 첼시가 맞붙었다.
이 대회에서는 UEFA 슈퍼컵 역사상 최초로 비디오 판독 기술(비디오 어시스턴트 레프리, VAR)이 사용되었다. 또한 프랑스의 여자 축구 심판인 스테파니 프라파르는 이 대회에서 UEFA 슈퍼컵 역사상 최초의 여자 축구 심판을 맡았다. 리버풀과 첼시가 전반전, 후반전, 연장전까지 2-2 동점을 기록하면서 승부차기를 통해 승부가 결정되었다. 리버풀이 첼시를 승부차기 5-4로 누르고 우승을 차지했다.

## 개최지 선정
유럽 축구 연맹(UEFA)은 2019년에 열릴 예정인 UEFA가 주관하는 클럽 대회인 UEFA 챔피언스리그, UEFA 유로파리그, UEFA 슈퍼컵, UEFA 여자 챔피언스리그 결승전 개최지 선정 과정이 2016년 12월 9일부터 시작된다고 밝혔다. 입후보 의사 전달 과정은 2017년 1월 27일을 기해 마감되며 유치 관련 서류는 2017년 6월 6일까지 제출해야 한다.
UEFA는 2017년 2월 3일에 알바니아, 프랑스, 헝가리, 이스라엘, 카자흐스탄, 북아일랜드, 폴란드, 스코틀랜드 9개국 축구 협회가 2019년 UEFA 슈퍼컵 유치 과정에 참여했다고 밝혔다. 2017년 6월 7일에는 UEFA가 2019년 UEFA 슈퍼컵 결승전 개최 후보 도시 목록을 다음과 같이 공개했다.
- 알바니아 티라나: 아레나 콤버타레 (수용 인원: 22,500명)
- 프랑스 툴루즈: 스타디움 뮈니시팔 (수용 인원: 33,150명)
- 이스라엘 하이파: 사미 오페르 경기장 (수용 인원: 30,870명)
- 카자흐스탄 아스타나: 아스타나 아레나 (수용 인원: 30,244명) - 2019 UEFA 여자 챔피언스리그 결승전 유치 과정에도 참여함
- 북아일랜드 벨파스트: 윈저 파크 (수용 인원: 18,434명)
- 폴란드 그단스크: 스타디온 에네르가 그단스크 (수용 인원: 41,160명)
- 튀르키예 이스탄불: 보다폰 아레나 (수용 인원: 41,188명) - 2019 UEFA 유로파리그 결승전 유치 과정에도 참여함

다음 경기장들은 해당 국가의 축구 협회가 유치 의사를 밝혔지만 최종 후보에 선정되지 못한 경기장이다.
- 헝가리 부다페스트: 그루파마 아레나
- 스코틀랜드 글래스고: 햄던 파크

UEFA의 유치 평가 보고서는 2017년 9월 14일에 공개되었다. UEFA는 2017년 9월 20일에 열린 집행위원회 회의에서 2019년 UEFA 슈퍼컵 개최지를 터키 이스탄불에 위치한 보다폰 아레나로 선정했다. 보다폰 아레나는 베식타시의 홈 구장이기도 하다.

## 팀
| 팀     | 자격                             | 이전 참가                    |
| ------ | -------------------------------- | ---------------------------- |
| 리버풀 | 2018-19년 UEFA 챔피언스리그 우승 | 1977, 1978, 1984, 2001, 2005 |
| 첼시   | 2018-19년 UEFA 유로파리그 우승   | 1998, 2012, 2013             |

## 경기
| 리버풀                                               | 2 – 2 (연장) | 첼시                                               |
| ---------------------------------------------------- | ------------ | -------------------------------------------------- |
| 마네 48′, 95′                                        |              | 지루 36′ · 조르지뉴 101′ (페널티킥)                |
| 승부차기                                             |              |                                                    |
| 피르미누 · 파비뉴 · 오리기 · 알렉산더아널드 · 살라흐 | 5 – 4        | 조르지뉴 · 바클리 · 마운트 · 이메르송 · 에이브러햄 |

| 리버풀 | 첼시 |

| GK            | 13 | 아드리안                  |      |      |
| RB            | 12 | 조 고메즈                 |      |      |
| CB            | 32 | 조엘 마티프               |      |      |
| CB            | 4  | 버질 판 데이크            |      |      |
| LB            | 26 | 앤드루 로버트슨           |      | 91′  |
| CM            | 7  | 제임스 밀너               |      | 64′  |
| CM            | 3  | 파비뉴                    |      |      |
| CM            | 14 | 조던 헨더슨 (c)           | 85′  |      |
| RF            | 15 | 앨릭스 옥슬레이드체임벌린 |      | 46′  |
| CF            | 11 | 무함마드 살라흐           |      |      |
| LF            | 10 | 사디오 마네               |      | 103′ |
| 교체 선수:    |    |                           |      |      |
| GK            | 22 | 앤디 로너건               |      |      |
| GK            | 62 | 카오이민 켈레허           |      |      |
| DF            | 51 | 키야나 후버르             |      |      |
| DF            | 66 | 트렌트 알렉산더아널드     | 107′ | 91′  |
| MF            | 5  | 조르지니오 베이날뒴       |      | 64′  |
| MF            | 20 | 애덤 럴라나               |      |      |
| MF            | 23 | 제르단 샤키리             |      |      |
| MF            | 67 | 하비 엘리엇               |      |      |
| FW            | 9  | 호베르투 피르미누         |      | 46′  |
| FW            | 24 | 리안 브루스터             |      |      |
| FW            | 27 | 디보크 오리기             |      | 103′ |
| 감독:         |    |                           |      |      |
| 위르겐 클로프 |    |                           |      |      |

| GK            | 1  | 케파 아리사발라가         |     |      |
| RB            | 28 | 세사르 아스필리쿠에타 (c) | 79′ |      |
| CB            | 15 | 퀴르 주마                 |     |      |
| CB            | 4  | 안드레아스 크리스텐센     |     | 85′  |
| LB            | 33 | 이메르송 팔미에리         |     |      |
| DM            | 5  | 조르지뉴                  |     |      |
| CM            | 7  | 은골로 캉테               |     |      |
| CM            | 17 | 마테오 코바치치           |     | 101′ |
| RF            | 22 | 크리스천 풀리식           |     | 74′  |
| CF            | 18 | 올리비에 지루             |     | 74′  |
| LF            | 11 | 페드로                    |     |      |
| 교체 선수:    |    |                           |     |      |
| GK            | 13 | 윌리 카바예로             |     |      |
| DF            | 2  | 안토니오 뤼디거           |     |      |
| DF            | 3  | 마르코스 알론소           |     |      |
| DF            | 21 | 다비데 차파코스타         |     |      |
| DF            | 29 | 피카요 토모리             |     | 85′  |
| MF            | 8  | 로스 바클리               |     | 101′ |
| MF            | 19 | 메이슨 마운트             |     | 74′  |
| MF            | 47 | 빌리 길모어               |     |      |
| FW            | 9  | 태미 에이브러햄           |     | 74′  |
| FW            | 10 | 윌리앙                    |     |      |
| FW            | 16 | 케네지                    |     |      |
| FW            | 23 | 미키 바추아이             |     |      |
| 감독:         |    |                           |     |      |
| 프랭크 램퍼드 |    |                           |     |      |

| 최우수 선수: 사디오 마네 (리버풀) 부심: 마뉘엘라 니콜로시 (프랑스) 미셸 오닐 (아일랜드) 대기심: 쥐네이트 차크르 (터키) 비디오 판독심: 클레망 튀르팽 (프랑스) 보조 비디오 판독심: 프랑수아 르텍시에 (프랑스) 마시밀리아노 이라티 (이탈리아) 오프사이드 비디오 판독심: 마르크 보르슈 (독일) | 경기 규칙 - 전후반 90분 동안 경기를 진행한다. - 전후반 90분 상황에서 동점이면 연장전 30분을 진행한다. - 연장전에서도 동점이면 승부차기를 진행한다. - 교체 선수 명단은 12명까지 올릴 수 있으며 한 팀당 최대 3명까지 교체할 수 있다. 연장전에 들어간 경우에는 최대 4명까지 교체할 수 있다. |